# Фелікс Брессар
Фелікс Брессар (Ейдткунен, Німецька імперія, 2 березня 1892 — Лос-Анджелес, 17 березня 1949) — німецько-американський актор театру і кіно.

## Життя і кар'єра
Фелікс Брессар народився в Східній Пруссії (зараз Калінінградська область, Російська Федерація) і був досвідченим театральним актором, коли дебютував в кіно в 1927 році. Починав як актор другого плану, наприклад, як судовий пристав в фільмі «Троє з бензоколонки» (1930), але незабаром утвердився в головних ролях другорядних фільмів. Після того, як нацисти захопили владу в 1933 році, єврей Брессар покинув Німеччину і продовжив свою кар'єру в німецькомовних фільмах в Австрії, де життя єврейських артистів було ще відносно безпечним. Після близько 30 фільмів за вісім років, він іммігрував до Сполучених Штатів.
Одним з колишній європейських колег Брессара був Джо Пастернак, який став голлівудський продюсер. Першим американським фільмом Брессара був «Три розумні дівчини ростуть» (1939). Німецька громада в Голлівуді допомогла закріпитись Брессару в Америці. Так режисерами його ранніх американських фільмів були Ернст Любіч, Генрі Костер, і Вільгельм Тіль.
Великий успіх Брессара в США, пов'язаний з участю в картині Любича Ніночка (1939). Метро-Голдвін-Майєр  підписала з Брессаром контракт щодо роботи на студію. Більшість його МГМ робіт були ролі у великих фільмах, як Едісон, людина (1940).
Він грав доброзичливих персонажів, наприклад, у Любіча в Бути чи не бути (1942). Подібний ефект справляє й його роботи в фільмі Магазин за рогом (1940), де він виконав роль Піровіча.
Брессар незабаром став популярним актором, завдяки участі в таких фільмах, як Квіти в пилу (1941), Сьомий хрест (1944), і Без любові (1945). 
Після майже 40 голлівудських картин, Фелікс Брессар раптово помер від лейкемії у віці 57 років. Його останнім фільмом мала стати Моя подруга Ірма (1949), екранізація популярного радіо-шоу. Брессар помер в процесі виробництва, змушуючи студію перезняти сцени за його участі.

## Вибрана фільмографія
- 1930 — Троє з бензоколонки
- 1941 — Квіти в пилу
- 1942 — Бути чи не бути